# Østmesterskaber
Die Østmesterskaber sind im Badminton die gemeinsamen Meisterschaften der Region Sjælland und der Region Kopenhagen. Sie werden seit der Saison 1996/1997 ausgetragen und dienen neben der Ermittlung der Regionalmeister auch als Qualifikation für die dänischen Meisterschaften. Vor 1997 trugen die beiden beteiligten Regionen eigene Meisterschaften aus.

## Die Sieger
| Saison | Herreneinzel                          | Dameneinzel                           | Herrendoppel                                                             | Damendoppel                                                                 | Mixed                                                                       |
| ------ | ------------------------------------- | ------------------------------------- | ------------------------------------------------------------------------ | --------------------------------------------------------------------------- | --------------------------------------------------------------------------- |
| 1997   | Morten Boesen (Gentofte BK)           | Anne Søndergaard (Kastrup-Magleby BK) | Thomas Stavngaard (Lillerød) Martin Lundgaard Hansen (Lillerød)          | Ann Jørgensen (Lillerød) Majken Vange (Gentofte BK)                         | Ann Jørgensen (Lillerød) Jens Meibom (Lillerød)                             |
| 1998   | Anders Boesen (Gentofte BK)           | Line Molander (Værløse)               | Lars Petersen Skælskør Kent Wæde Hansen (Skovshoved IF)                  | Rikke Broen (Lillerød) Sara Runesten-Petersen (Lillerød)                    | Anne Mette Bille (Skovshoved IF) Lars Petersen (Skovshoved IF)              |
| 1999   | Peter Espersen (Greve Strands BK)     | Tine Rasmussen (Lillerød)             | Patrick Ejlerskov (Lillerød) Thomas Laybourn (Værløse)                   | Janne Mogensen (Charlottenlund BK) Helle Stærmose (Charlottenlund BK)       | Mette Schjoldager (Hvidovre BC) Thomas Hovgaard (Hvidovre BC)               |
| 2000   | Henrik Sørensen (Gentofte BK)         | Pi Hongyan (Greve Strands BK)         | Jonas Rasmussen (Lillerød) Michael Lamp (Lillerød)                       | Pi Hongyan (Greve Strands BK) Nadia Lyduch (Greve Strands BK)               | Ann Jørgensen (Lillerød) Michael Lamp (Lillerød)                            |
| 2001   | Martin Delfs (Greve Strands BK)       | Mette Pedersen (Skovshoved IF)        | Patrick Ejlerskov (Lillerød) Thomas Laybourn (Værløse)                   | Anastasia Russkikh Skælskør Helle Nielsen (Greve Strands BK)                | Ann Jørgensen (Lillerød) Michael Lamp (Lillerød)                            |
| 2002   | Jens-Kristian Leth (Greve Strands BK) | Mette Pedersen (Gentofte BK)          | Thomas Stavngaard Herlev Hjorten Mathias Boe (Greve Strands BK)          | Helle Nielsen (Greve Strands BK) Line Isberg (Greve Strands BK)             | Helle Nielsen (Greve Strands BK) Carsten Mogensen (Greve Strands BK)        |
| 2003   | Joachim Persson (Hvidovre BC)         | Anne Marie Pedersen (Værløse)         | Thomas Laybourn (Værløse) Mathias Boe (Greve Strands BK)                 | Julie Houmann (Lillerød) Christina B. Sørensen (Lillerød)                   | Lena Frier Kristiansen (Kastrup-Magleby BK) Peter Steffensen (Lillerød)     |
| 2004   | Niels Christian Kaldau (Lillerød)     | Mette Viscovich (Skovshoved IF)       | Joachim Fischer Nielsen (Kastrup-Magleby BK) Jesper Larsen (Hvidovre BC) | Line Isberg (Hvidovre BC) Tina Reese Olsen Skælskør                         | Julie Houmann (Lillerød) Zhang Wei (Lillerød)                               |
| 2005   | Kasper Ipsen (Værløse)                | Anne Marie Pedersen (Hillerød)        | Michael Lamp (Greve Strands BK) Peter Steffensen (Lillerød)              | Ann-Lou Jørgensen (Kastrup-Magleby BK) Pernille Harder (Kastrup-Magleby BK) | Ann-Lou Jørgensen (Kastrup-Magleby BK) Michael Søgaard (Kastrup-Magleby BK) |
| 2006   | Kasper Ipsen (Værløse)                | Li Wenyan (Greve Strands BK)          | Mikkel Delbo Larsen (Gentofte BK) Jacob Chemnitz (Lillerød)              | Ann-Lou Jørgensen (Kastrup-Magleby BK) Helle Nielsen (Kastrup-Magleby BK)   | Ann-Lou Jørgensen (Kastrup-Magleby BK) Michael Søgaard (Kastrup-Magleby BK) |
| 2011   | Mikkel Mikkelsen (Værløse)            | Karina Jørgensen (Lillerød)           | Mads Pedersen (Solrød Strand) Niclas Nøhr (Solrød Strand)                | Marie Røpke (Gentofte BK) Line Kruse (Gentofte BK)                          | Maria Alm (KMB 2010) Rasmus Andersen (Værløse)                              |
| 2012   | Jens-Kristian Leth (Greve Strands BK) | Natalia Koch Rohde (Skovshoved IF)    | Theis Christiansen (Solrød Strand) Niclas Nøhr (Solrød Strand)           | Anne Skelbæk (Skovshoved IF) Maria Helsbøl (Værløse)                        | Theis Christiansen (Solrød Strand) Maria Helsbøl (Værløse)                  |